# Otto von Schjerning
Otto Carl Wilhelm von Schjerning, född 4 oktober 1853 i Eberswalde, död 28 juni 1921 i Berlin, var en tysk militärläkare.
Otto von Schjerning blev assistensläkare 1878, stabsläkare 1886, överstabsläkare 1894 och generalläkare 1900. Från 1905 var han tyska arméns generalstabsläkare, chef för sanitetskåren och krigsministeriets medicinalavdelning och direktör för Kejsar-Vilhelmsakademien (för utbildning av militärläkare). Han var där president i dess vetenskapliga senat samt honorarie professor vid Berlins universitet. Han nedlade ett betydelsefullt arbete för den preussiska militärläkarkårens höjande; han gjorde sig även känd som författare på det militärmedicinska och kirurgiska området.